# Berggasthaus „Zum Pfeiffer“
Das Berggasthaus „Zum Pfeiffer“ liegt im Pfeifferweg 51 im Stadtteil Wahnsdorf der sächsischen Stadt Radebeul. Das Restaurant liegt auf einer Höhe von 222 m, der Fuß des Rieselgrunds, oberhalb dessen der Pfeiffer liegt, mündet bei etwa 150 m in den Lößnitzgrund. Das Anwesen liegt im Denkmalschutzgebiet Historische Weinberglandschaft Radebeul.

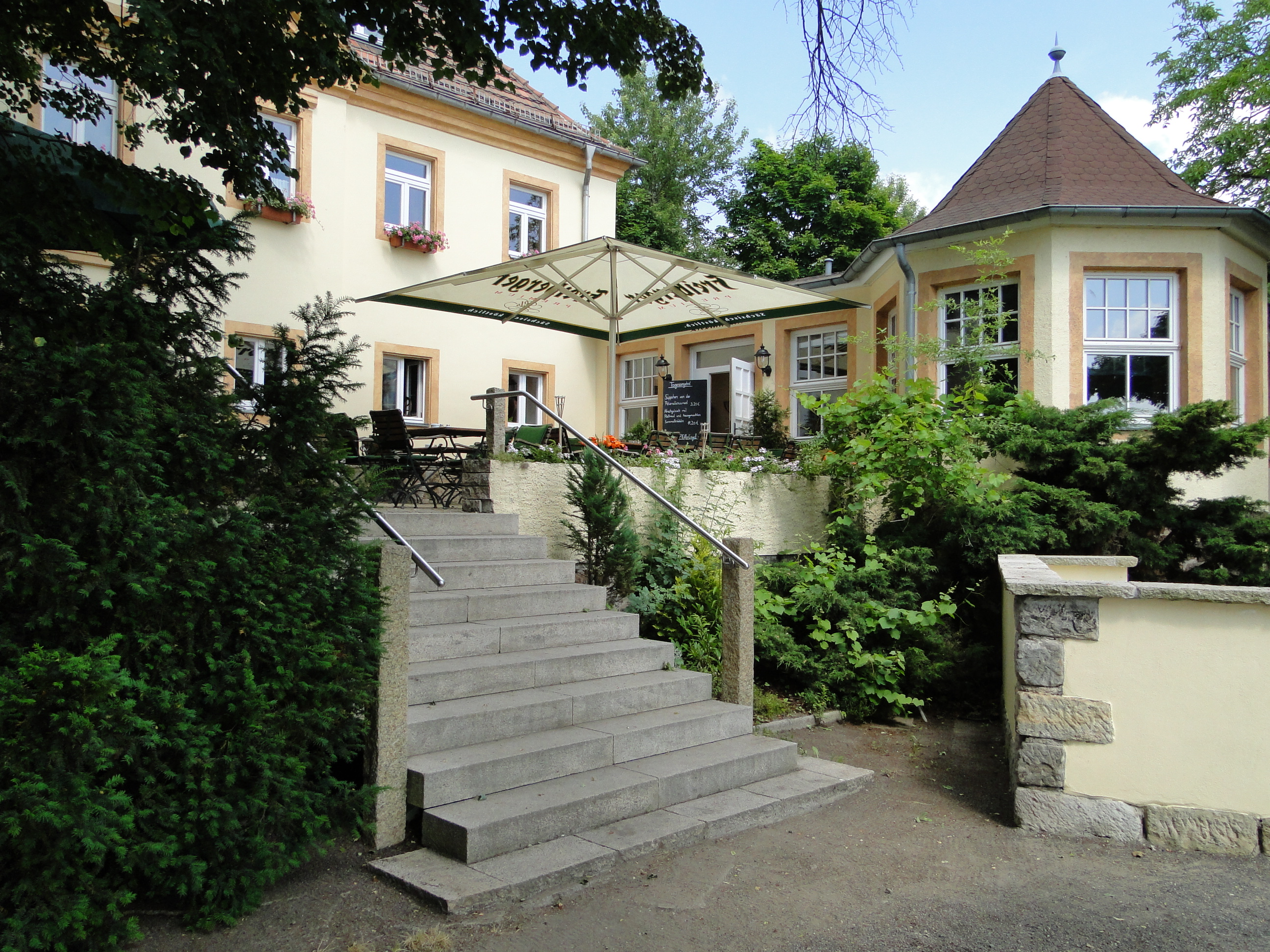
Berggasthaus „Zum Pfeiffer“ (Ausschnitt)

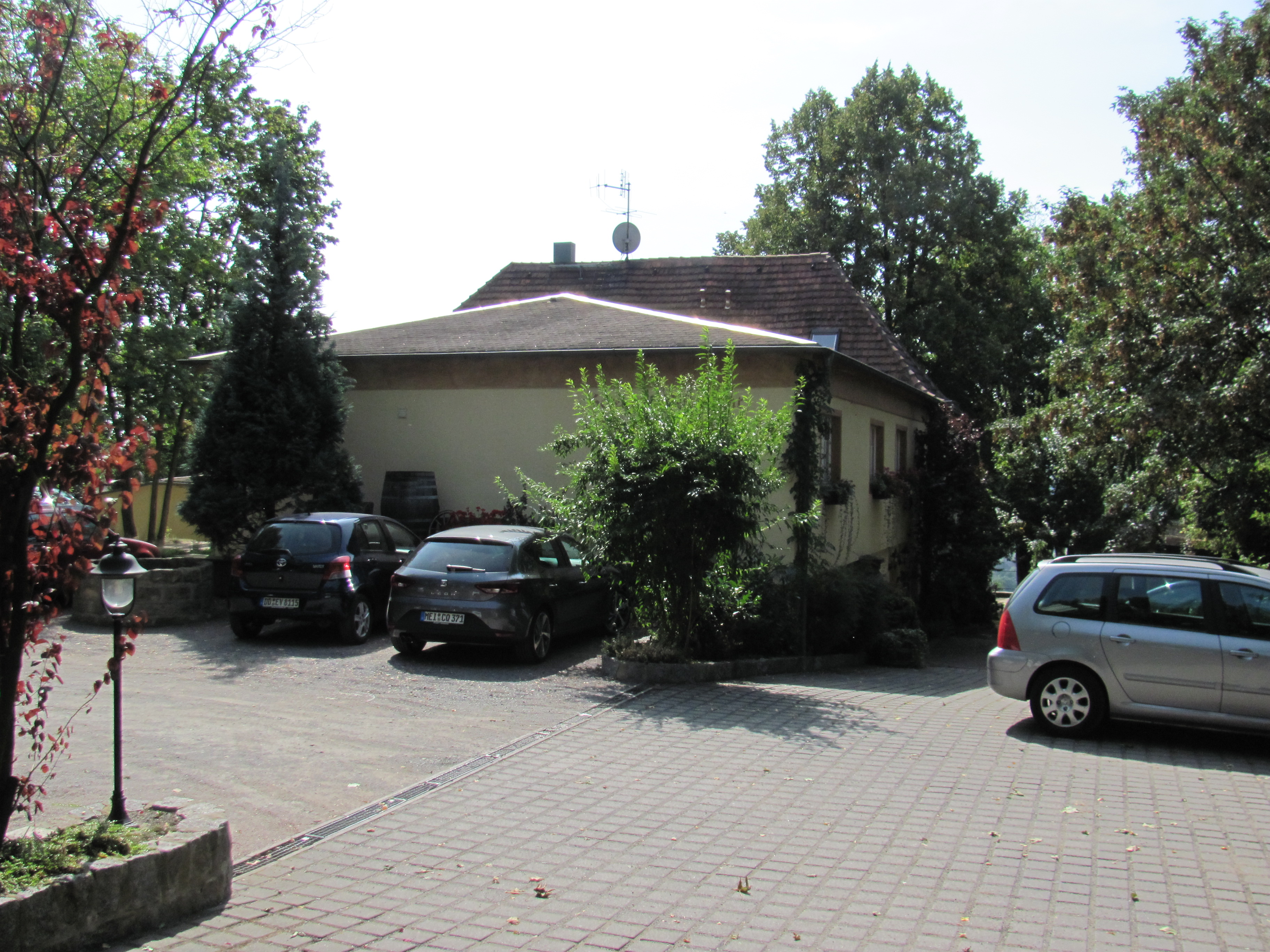
Bergseitiger Zugang zum Berggasthaus

## Beschreibung
Das unter Denkmalschutz stehende Gasthaus, bereits bei Gurlitt 1904 in den Kunstdenkmälern von Dresdens Umgebung beschrieben und auch zu DDR-Zeiten unter Denkmalschutz, liegt auf einem Bergsporn der Wahnsdorfer Hochfläche am östlichen Rand des Lößnitzgrunds. Nicht weit entfernt befindet sich der Todhübel. Das Gasthaus kann sowohl vom Pfeifferweg von Norden aus als auch über Treppen und Wege im Anstieg vom Rieselgrund aus erreicht werden.
Das Haupthaus ist ein quer nach Süden ausgerichtetes, sieben zu drei Fensterachsen großes Gebäude mit zwei Geschossen. Der schlichte Putzbau hat ein Walmdach und auf der nach Süden ausgerichteten Talansicht einen dreiachsigen Mittelrisaliten mit Dreiecksgiebel, in diesem ein Halbkreisfenster. Die Fenster im Obergeschoss des Risaliten mit geraden Verdachungen, im Erdgeschoss ein Portal als Ausgang zu der nach Süden vorgelagerten großen Gästeterrasse und dem Wirtshausgarten, die von einer hohen Bruchstein-Stützmauer begrenzt werden.
Auf der rechten Seite der Talansicht, von der Gebäudeecke ausgehend, steht ein eingeschossiger Anbau, auf dessen südwestlicher Ecke sich ein polygonaler Kopfbau mit einem spitzen Helm befindet.
Zum Anwesen gehören noch weitere Nebengebäude.

## Geschichte

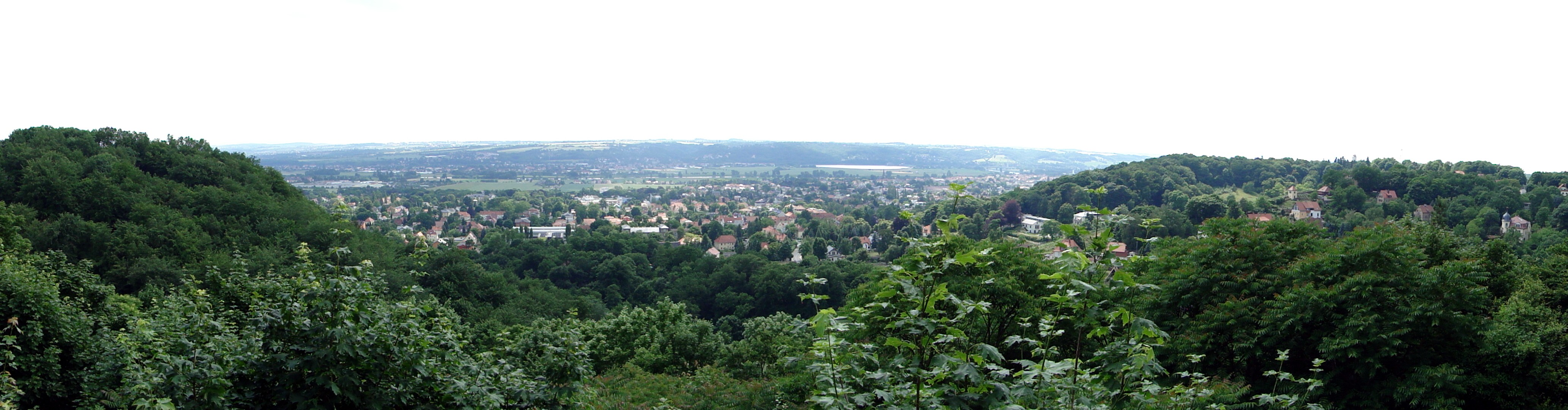
Panoramablick vom „Pfeiffer“ aus auf Radebeul

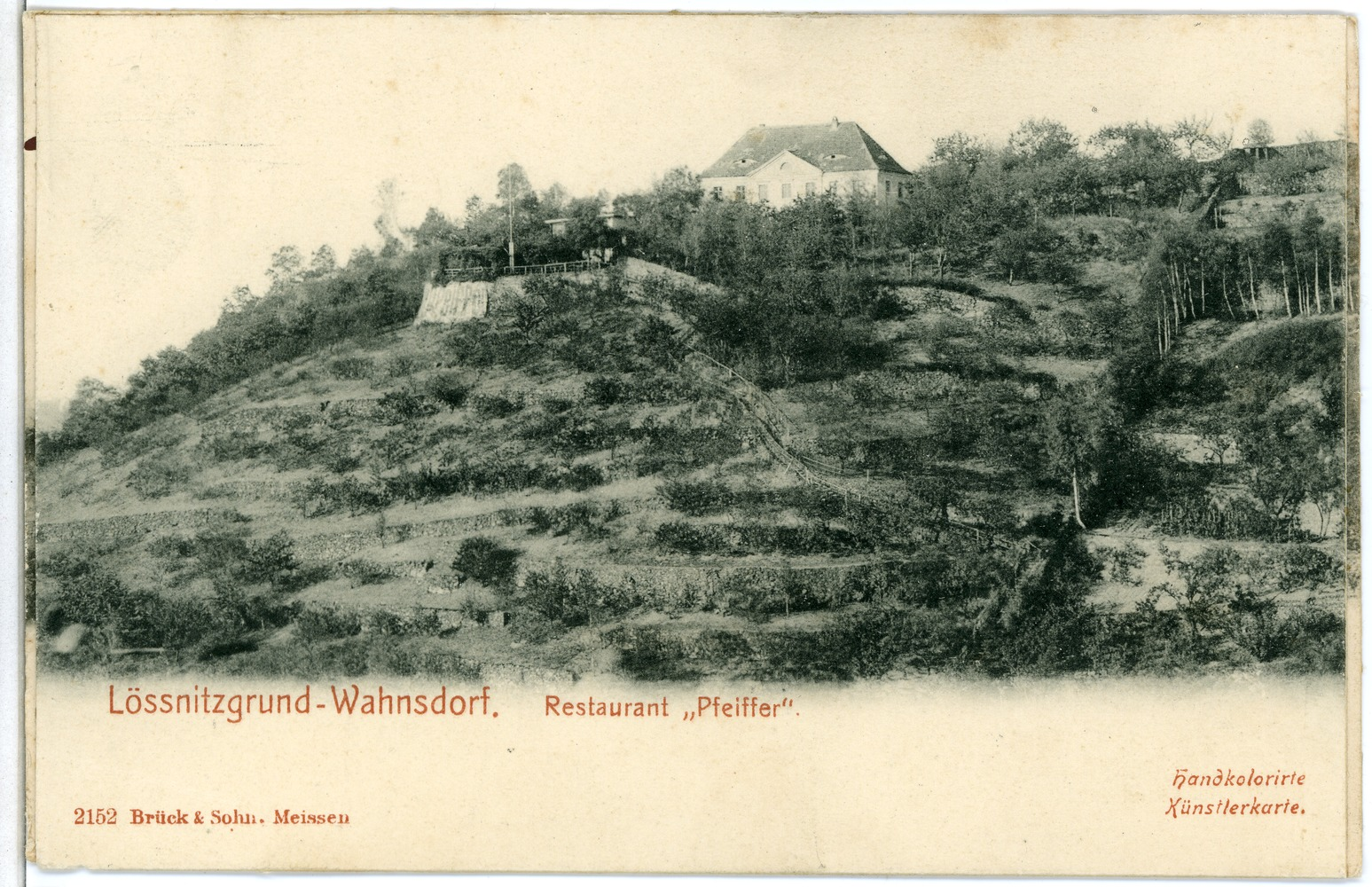
Restaurant „Pfeiffer“, 1901

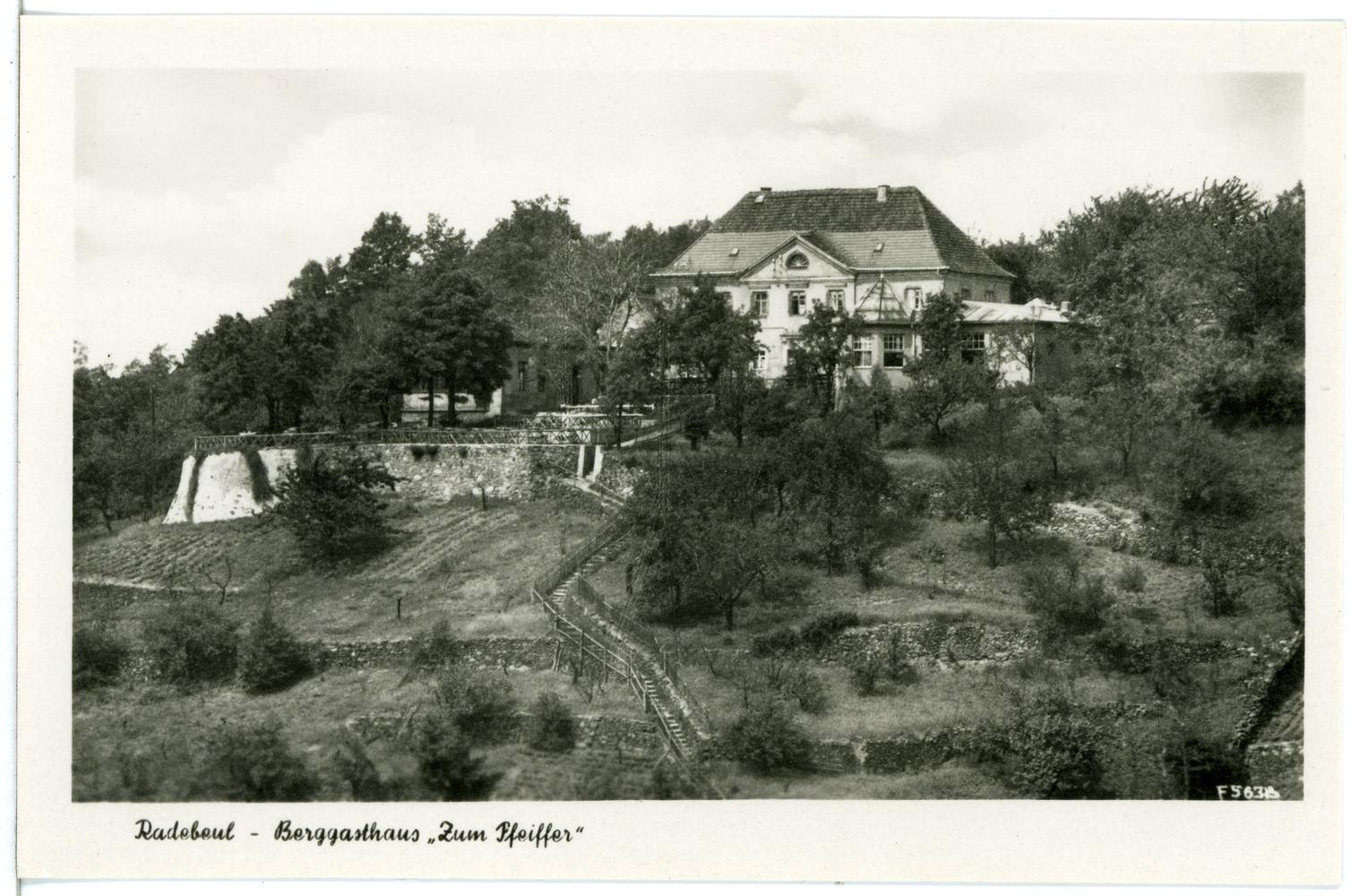
Berggasthaus „Zum Pfeiffer“, 1930

Auf dem wohl bereits seit 1672, spätestens jedoch seit 1695 genutzten Anwesen wurde 1825 an Stelle eines älteren Fachwerkhauses das heutige Haupthaus durch den Dresdner Bäckermeister Haubold errichtet. Danach war das Anwesen im Besitz des Advocaten Dietrich, der es an den Dresdner Stadtrat Paul Siemen veräußerte. Dieser war von 1831 bis 1836 Besitzer des Schlosses Übigau gewesen. Siemen verkaufte 1854 an den Wahnsdorfer Johann Gottlieb Rahrisch, dessen Witwe es 1869 ihrem Schwiegersohn Johann Carl Rüdiger überließ.
Rüdiger, der den zugehörigen Weinberg seit 1864 bewirtschaftete, betrieb dort ab 1865 einen konzessionierten Weinschank.
Der folgende Eigentümer, der Dresdner Schneidermeister Carl Gustav Otto, erweiterte 1900 die nur aus einem Raum bestehende, wegen der schönen Aussicht jedoch beliebte Ausflugsgaststätte um eine Veranda sowie um die auf einer alten Steinhalde liegende Terrasse. Der Bau einer Tanzdiele erfolgte 1926.
Georg Otto beantragte 1927 einen eingeschossigen Anbau auf der Giebelseite. Der Landesverein Sächsischer Heimatschutz, dem der Bauantrag zur Begutachtung vorgelegt wurde, wies den Erstentwurf zurück: „Wir halten die Planung für nicht glücklich. Die neue Gaststube muß Abstand nehmen vom Hauptbau, damit dieser als altes gutes Bauwerk weiterhin bestehen kann. Die modernen Bauformen sind abzulehnen. Die gute Lössnitzbauart ist mit Leichtigkeit wieder in Geltung zu bringen. […] In Anbetracht der wichtigen Sache bitten wir die Gemeinde, Herr Architekt Rometsch als Berater hinzuzuziehen.“ Der Zweitentwurf des Architekten Otto Rometsch wurde genehmigt und noch im gleichen Jahr durch den ausführenden Baumeister Alwin Höhne realisiert.
Im Jahr 1959 erfolgte die Umwandlung in ein Betriebsferienheim der VEB Armaturenwerke Dippoldiswalde. Ab dem Jahr 1961 wurde das Anwesen zum Kinderferienlager des Weimarer Werks des VEB Uhren- und Maschinenfabrik Ruhla, später kurzzeitig Internat der Ingenieurschule für Flugzeugbau Dresden.
Nach der politischen Wende wurde das ehemalige Berggasthaus ab 1992 zu einem Hotel mit Panoramarestaurant umgebaut, das ab dem 1. April 1994 eröffnet und nach einer Sanierung im Jahr 2000 wiedereröffnet werden konnte.

## Namensherkunft
Seit 1891 ist der Name „Zum Pfeiffer“ für die Ausflugsgaststätte belegt. Über den Ursprung dieses Namens gibt es verschiedene Vermutungen.
Der einen Überlieferung nach soll der Name auf eine bereits 1571 in Wahnsdorf ansässige Familie Pfeifer zurückgehen. Namentlich erwähnt werden 1603 Andreas und Peter Pfeifer zu Wansdorf.
Eine andere Überlieferung führt den Namen darauf zurück, dass das Anwesen wegen der auf dem Bergsporn häufig vorherrschenden starken Winde bereits Anfang des 19. Jahrhunderts als „die Pfeife“ bekannt gewesen sei. Der Reichenberger Ortsgeistliche Magister Jacobi erwähnt diesen Namen 1840 in einem Schriftstück.
Eine dritte Überlieferung wird unter anderem von dem Chronisten Moritz Lilie niedergelegt. Lilie schreibt in seinem Lößnitzführer, dass das Anwesen nach einem früheren Besitzer, einem kurfürstlichen „Jagdpfeifer“, benannt sei. Dies wurde später ausgeschmückt. Laut dem
Wanderheft „Radebeul und die Lössnitz“ vom Bibliographischen Institut Leipzig trage das Gasthaus „seinen Namen vermutlich nach einem Dresdner Stadtpfeifer, in dessen Besitz es als Geschenk eines Kurfürsten kam“. In der Gaststube gibt es dementsprechend eine Inschrift: „Hier hauste Anno Domini 1727 der Kurfürst Sächsische Jagdpfeiffer, so derselbe bei Jagden Halali blies“. Ein solcher Eigentümer lässt sich allerdings nicht durch Quellen belegen.